# André Guillaumin
Pour les articles homonymes, voir Guillaumin.
André Guillaumin, né le 21 juin 1885 au Château de Bois-Méan, commune d'Arrou, et mort le 29 mai 1974 à Athis-Mons, est un botaniste français.

## Biographie

### Famille
Né le 21 juin 1885 à Bois-Méan, commune d'Arrou,, André Louis Joseph Edmond Armand Guillaumin est le fils de Théophile Armand Guillaumin, propriétaire, né à  Saint-Maur-sur-le-Loir, demeurant à Bois-Méan et de Marie Amélie Busson, son épouse, née à Paris, 1er arrondissement.
Il épouse le 26 juillet 1910 à la marie du 7e arrondissement de Paris, Marie Thérèse Ernestine Manigant. Ils ont plusieurs enfants.
Il est propriétaire jusqu'à sa mort du collège royal et militaire de Thiron-Gardais, dont son père a hérité en 1906 de la famille Gallot et qui sera vendu en 2005 par ses héritiers au département d'Eure-et-Loir, puis acheté en 2012 par l'animateur Stéphane Bern.

### Carrière scientifique

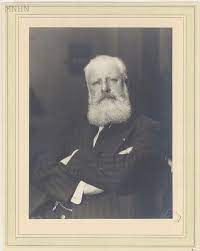
Portrait d'André Guillaumin

Après des études secondaires au collège des jésuites de la rue de Vaugirard puis l’obtention d'une licence ès sciences naturelles en 1906, André Guillaumin entre en  1909 au Muséum national d'histoire naturelle en qualité de préparateur.
En 1910, il est reçu docteur ès sciences biologiques et est nommé en 1920 assistant de la chaire de Botanique, Organographie et Physiologie végétale, puis est transféré, la même année, dans la chaire de Culture. Il dirige cette dernière en 1932 après la mort de Désiré Georges Jean Marie Bois (1856-1946). Il est assesseur du directeur du Muséum de 1947 à 1950. Il prend sa retraite en 1956.
Au Muséum national d'histoire naturelle, il est à l’origine d'un jardin d’hiver, d'un jardin alpin, d'un jardin désertique et d'un jardin officinal, d’une serre des plantes utiles, d’un parc écologique. Il participe à la reconstitution de l’école de botanique et collabore au « Jardin de Jussieu » au domaine de Chèvreloup.
Il est lauréat de l'Institut de France et obtient le prix de Coincy en 1917 décerné par l'Académie des sciences pour ses travaux sur les Burseraceae et lauréat de l'Institut de France avec le prix Gay décerné en 1940 par l'Académie des sciences pour ses travaux sur la flore néo-calédonienne. Il est lauréat de l'Institut de France pour la troisième fois en 1945 avec la fondation Millet-Ronsin, pour ses travaux sur la Nouvelle-Calédonie.
Il est élu président de la Société botanique de France en 1935.
Considéré comme le meilleur spécialiste de la flore de la Nouvelle-Calédonie, qu'il ne connaît d'abord que par la consultation et l'étude des innombrables parts d'herbier du Muséum et d'autres institutions scientifiques, il s'y rend en 1950 et 1951, accompagné de deux autres botanistes suisses, Marcel Gustav Baumann-Bodenheim et Hans Hürlimann et parcourt l'île pendant huit mois, récoltant avec eux plus de 15 000 numéros. Il étudie également la flore des Nouvelles-Hébrides, celle de l’Indochine, les orchidées, les cactées, les plantes grasses, les citrus, ainsi que diverses plantes horticoles ou alimentaires.

### Services militaires
André Guillaumin est mobilisé en 1914 comme sous-lieutenant d'infanterie et est promu capitaine en 1917 au 102e régiment d'infanterie. Il est deux fois blessé, en 1914 et en 1916. Il obtient 4 citations, une lettre de félicitations du ministre de la guerre et deux témoignages de satisfaction du gouverneur militaire de Paris.
Lors de la Seconde Guerre mondiale, il est mobilisé comme chef de bataillon et rejoint rejoint le 102e régiment d'infanterie alors recomposé. Il devient major de la garnison de Mézières (Ardennes) et subit deux mois de captivité. Il est démobilisé le 23 août 1940,.

## Travaux et publications
André Guillaumin fait notamment paraître plusieurs ouvrages consacrées aux Oxalidaceae, Rutaceae, Burseraceae, Hamamelidaceae, Haloragaceae, Callitrichaceae, Rhizophoraceae, Melastomataceae et Crypteroniaceae :
- Flore générale de l'Indo-Chine (1910, 1911, 1912, 1920, 1921),
- Arbres et arbrisseaux utiles ou ornementaux (1928),
- Les Fleurs de jardins (quatre tomes, 1929 à 1936).

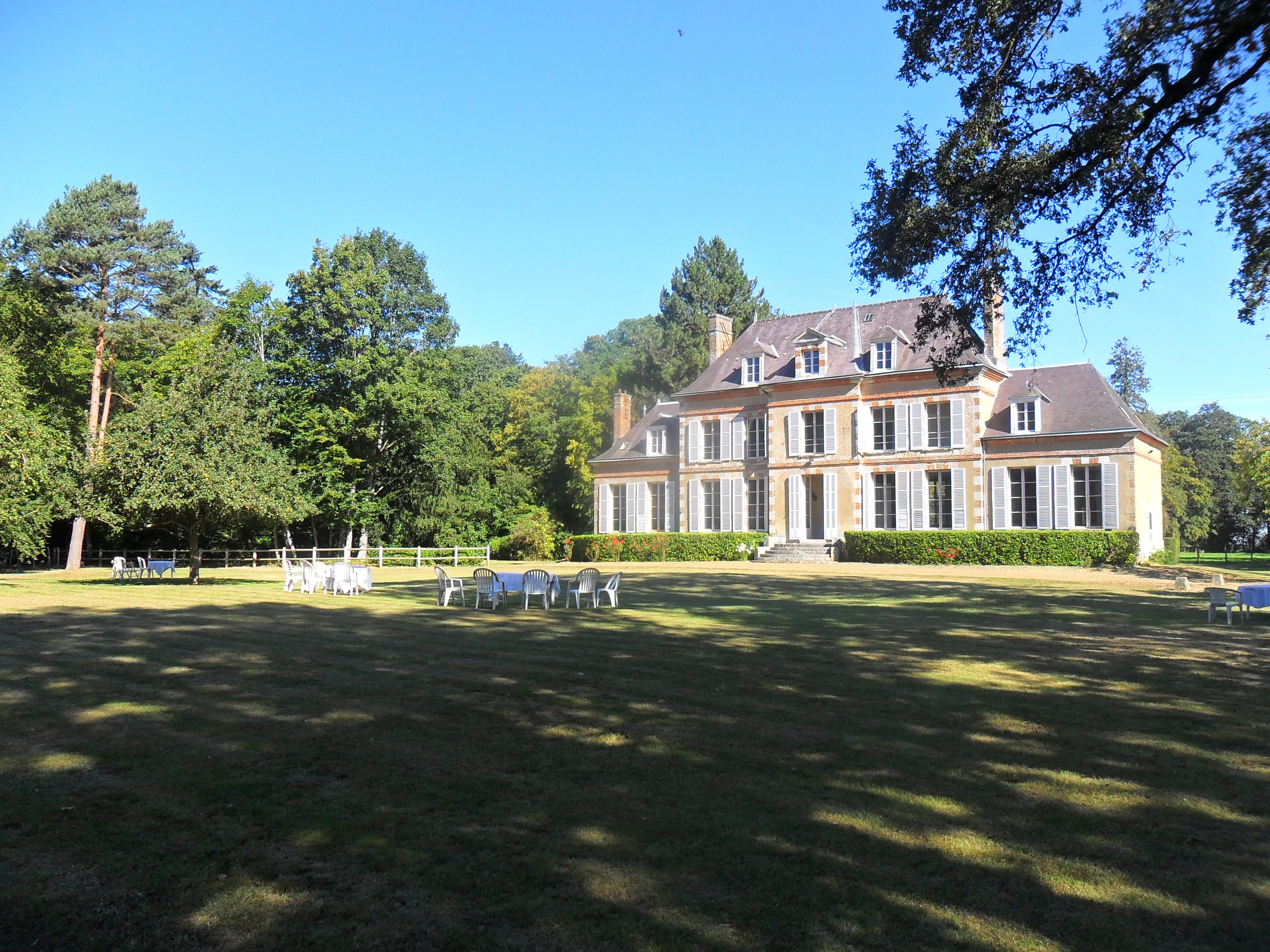
Château de Bois-Méan

Il fait aussi paraître l’ouvrage posthume de Léon Diguet (1859-1926), Les Cactacées utiles du Mexique.

## Décorations
- Chevalier (1920) puis officier de la Légion d'honneur (1937)[6];
- Officier d'académie[6];
- Officier de l'ordre du Mérite agricole[5],[6].
- Officier de l'Instruction publique et plusieurs fois primé par l'Académie des Sciences[1],[6];
- Titulaire de la croix de guerre 194-1918 (trois étoiles d'argent, une de bronze)[6];
- Croix du combattant de la grande guerre (médaille des poilus)[réf. souhaitée]
- médaille interalliée 1914-1918[réf. souhaitée]
- médaille de Verdun[réf. souhaitée]
- Croix du combattant volontaire 1939-1945[réf. souhaitée]
- Médaille des trois cités [réf. souhaitée]
- Croix des services militaires volontaires en argent (ruban avec liseré blanc) +10 ans de services volontaires[réf. souhaitée]
- Médaille de bronze en 1909 et médaille d'argent en 1924 de la société nationale d'acclimatation[6].

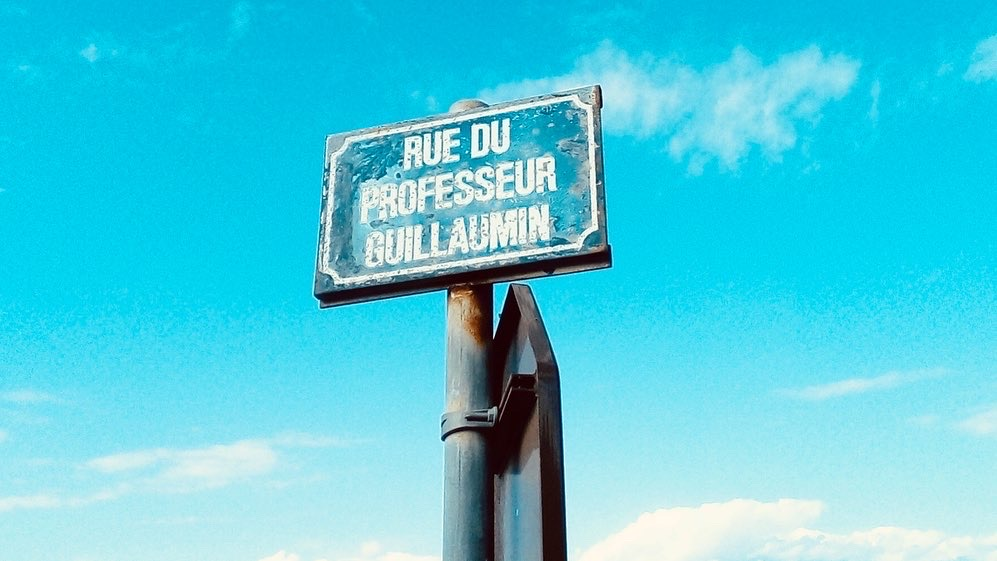
rue du Professeur Guillaumin, Nouméa

## Hommages
- rue du Professeur Guillaumin à Nouméa[7]
- Parc André-Guillaumin à Arrou, inauguré en 2016 en son honneur en présence de son fils Jacques Guillaumin[1].
- Le lycée professionnel agricole de Saint-Yrieix-La-Perche, en Haute-Vienne, porte son nom[8].